# Emmanuele Milano
Emmanuele Milano (Sorrento, 8 febbraio 1930) è un giornalista e dirigente d'azienda italiano.

## Biografia

### Gli inizi in Rai
Emmanuele Milano entra in Rai nel 1954 dove lavorerà per il Telegiornale, realizzerà numerosi documentari, primo fra tutti sulla devianza minorile dal titolo La loro difficile strada andato in onda nel 1955.
Nel 1976 dopo la riforma della Rai è stato tra i fondatori del TG1 in cui ricopre la carica di vicedirettore, nel 1977 quella di direttore a interim durante la convalescenza di Emilio Rossi ferito dalle BR.

### La direzione di Rai 1
È stato direttore di Rai 1 dal 1980 al 1987, sotto la sua direzione ci sarà la nascita della concorrenza televisiva, in particolar modo di Canale 5, emittente fondata da Silvio Berlusconi, Milano porterà Rai 1 ad un modello più commerciale togliendo dal palinsesto della rete le trasmissioni culturali (ad eccezione di Quark e lanciando il quiz di grande successo popolare sulla lingua italiana, Parola mia), di approfondimento e gli sceneggiati (che saranno ripresi dopo trent'anni dal successore Mauro Mazza). Milano rimarrà in carica fino al 1987 quando per effetto della nuova lottizzazione verrà sostituito da Giuseppe Rossini direttore di Rai 3 che a sua volta fu sostituito da Angelo Guglielmi (in quota al Partito Comunista Italiano).

### La direzione generale di Telemontecarlo
Con l'acquisizione di Telemontecarlo da parte della Montedison nel 1993, questa nominò Milano direttore generale del network.
In questo periodo la rete non sembrò possedere una linea editoriale facilmente identificabile, nonostante non mancassero delle vere perle nella programmazione (prevalentemente sportiva) come i programmi comici Banane del 1990, varietà firmato da Carla Vistarini  (con Fabio Fazio, Gioele Dix, Paolo Hendel, Maria Amelia Monti, Silvio Orlando, David Riondino) e Teste di gomma.
Milano chiamerà sulla rete monegasca personaggi come Mino Damato, Loretta Goggi e soprattutto Luciano Rispoli a cui affiderà il fortunato talk show Tappeto volante (in onda al 1993 al 2000, programma bandiera dell'emittente, con ascolti rilevanti e ospiti illustri), sperimenterà numerose trasmissioni e lancerà anche dei volti che si affermeranno nel panorama televisivo come Alessia Marcuzzi, Mauro Serio e Tiberio Timperi.
Porterà nella sua rete Federico Fazzuoli (ideatore di Linea Verde), Corrado Augias e Sandro Curzi.
Il canale nel 1995 passa sotto la gestione di Vittorio Cecchi Gori che sostituirà Milano con Michele Franceschelli, ex-direttore di Rete 4.

### La direzione di Sat2000
È stato direttore di Sat 2000 dal 1998 al 2006.